# ماتسودونو موری‌ایه
ماتسودونو موری‌ایه (انگلیسی: Matsudono Moroie; ۱۲ ژوئیهٔ ۱۱۷۲ – ۱۱ نوامبر ۱۲۳۸) اشراف درباری کوگیو، کانپاکو و سشو در دوره هی‌آن اهل ژاپن بود.